# Margaret Byers
Margaret Byers (* 15. April 1832 in Rathfriland als Margaret Morrow; † 21. Februar 1912 in Belfast) war eine in Nordirland wirkende britische Lehrerin, Abstinenzlerin und Suffragette.

## Leben und Wirken
Margaret Morrow wurde am 15. April 1832 in der nordirischen Kleinstadt Rathfriland als einziges Tochter des presbyterianischen Müllers, Bauern und Abstinenzlers Andrew Morrow und seiner Ehefrau Margaret geboren. Sie hatte drei Brüder. Gut acht Jahre später starb ihr Vater, woraufhin sie nach England geschickt und dort von mehreren Onkeln väterlicherseits in Stoke-on-Trent erzogen wurde. Sie besuchte eine Mädchenschule in Nottingham und unterrichtete dort ein Jahr. Inspiriert von der Rektorin der dortigen Schule war sie stets überzeugt, dass rechtglaubenden Frauen alle Türen offen stehen. Nach ihrer Rückkehr nach Nordirland heiratete sie 1852 den presbyterianischen Kirchenmann John Byers, der wenig später von der American Presbyterian Church für eine Mission nach China ausgewählt wurde. Das Ehepaar reiste daher zunächst nach Princeton an der US-Ostküste und von dort nach Shanghai, wo ihr Ehemann bald erkrankte und Margaret Byers selbst schwanger wurde. Kurz nach der Geburt eines Sohnes begann die junge Familie die Rückreise ins Vereinigte Königreich, die ihr Ehemann nicht überlebte. Die Witwenrente der Missionarsgesellschaft lehnte sie nach ihrer Rückkehr nach Nordirland ab. Um ihren Lebensunterhalt zu verdienen, erwog Byers kurzzeitig, als Missionarin ins indische Agra zu reisen, nahm aber letztlich eine Stelle als Lehrerin an einer Mädchenschule im nordirischen Cookstown an.
Unzufrieden mit ihrer Arbeit in Cookstown, gründete sie 1859 mit der Rückendeckung diverser prominenter presbyterianischer Kirchenmänner eine eigene Schule in Belfast, die sich bald unter dem Namen Victoria College einen Namen für exzellente Schulbildung machte. Stets bestrebt, die Frauenbildung zu verbessern, gelang es Byers, dass ihre Schülerinnen zu den Zugangsprüfungen der Queen’s University of Ireland zugelassen wurden. Im Laufe der Zeit besetzte sie auch ihren Lehrkörper fast ausschließlich mit Frauen. Als die Bildung von Mädchen und Frauen 1878 bei einer Novelle eines Bildungsgesetzes für weiterführende Schulen ausgelassen wurde, reiste Byers mit ihrer Freundin, der Frauenrechtlerin und Abstinenzlerin Isabella Tod, und anderen Mitstreitern nach London, um Protest bei Lordkanzler Hugh Cairns einzulegen. Diese Strategie ging auf, wodurch der Frauenbildung erstmals staatliche Beihilfen zuteilwurden. Als die Royal University of Ireland 1884 auch Frauen zum Studium zuließ, gründete Byers an ihrer Belfaster Schule eine separate Hochschulabteilung. Stets überzeugt war sie davon, dass eine geschlechtergetrennte Hochschulbildung für Frauen förderlich sei. Byers’ eigene Hochschulabteilung war für einige Jahre erfolgreich, verlor aber bald an Bedeutung, als ab Ende der 1880er Jahre immer mehr britische Universitäten Frauen zuließen. 1903 wurde Byers zur Präsidentin der Ulster Schoolmistresses Association gewählt. In Anerkennung ihres Lebenswerkes im Bildungsbereich erhielt sie 1905 die Ehrendoktorwürde der Universität Dublin; zu diesem Zeitpunkt war sie die erste auf diese Weise geehrte nordirische Frau. Drei Jahre später wurde sie in den Senat der neu gegründeten Queen’s University Belfast gewählt.
Parallel unterstützte Byers diverse Wohltätigkeitsorganisationen, die häufig religiöser Natur waren. Eine besondere Rolle nahm sie in der nordirischen Abstinenzbewegung ein. 1875 gehörte sie zu den Mitbegründerinnen der Belfast Women’s Temperance Association and Christian Workers’ Union und diente als erste Sekretärin der Organisation. 1895 wurde sie mit dem Amt der Präsidentin der Gruppe betraut. Daneben motivierte sie auch Abstinenzlerinnen in anderen Städten auf der Insel Irland, eigene Gruppen zu gründen. 1894 war sie Gründungspräsidentin der Irish Women’s Temperance Union, die eine Dachverband für lokale Abstinenzgruppen bildete. Außerdem engagierte sich Byers in der Suffragettenbewegung und war Mitglied im Vorstand der National Society for Women’s Suffrage. Politisch war sie ferner eine Verfechterin der Zugehörigkeit Irlands zum Vereinigten Königreich und unterstützte zudem den Imperialismus des Britischen Weltreiches. Zuletzt gesundheitlich angeschlagen, starb Byers im Alter von 79 Jahren in Belfast. Sie hinterließ ihren Sohn John William Byers (1852/1853–1920), der ein bekannter Mediziner und Volkskundler geworden war.